# Ehle zwischen Möckern und Elbe
Die Ehle zwischen Möckern und Elbe ist ein FFH-Gebiet in der Stadt Möckern und den Gemeinden Gommern und Biederitz im Landkreis Jerichower Land sowie der kreisfreien Stadt Magdeburg in Sachsen-Anhalt.

## Allgemeines
Das FFH-Gebiet besteht aus linienhaften Teilen mit einer Gesamtlänge von circa 30 Kilometern. Es überlagert sich teilweise mit den Landschaftsschutzgebieten „Mittlere Elbe“ und „Umflutehle-Külzauer Forst“. Im Osten grenzt es kleinflächig an das Landschaftsschutzgebiet „Möckern-Magdeburgerforth“, im Westen ebenfalls kleinflächig an das FFH-Gebiet „Elbaue zwischen Saalemündung und Magdeburg“. Es ist durch die Landesverordnung zur Unterschutzstellung der Natura 2000-Gebiete im Land Sachsen-Anhalt (N2000-LVO LSA) seit dem 21. Dezember 2018 rechtlich gesichert. Zuständige untere Naturschutzbehörden sind der Landkreis Jerichower Land und die Stadt Magdeburg.

## Beschreibung
Das FFH-Gebiet umfasst die Ehle einschließlich der Alten Ehle Möckern von der Querung der Gewässerläufe durch die Bundesstraße 246 im Süden von Möckern bis zum Abzweig der Alten Ehle Gübs etwas unterhalb des Gommerner Ortsteils Vogelsang sowie den Gewässerlauf der Alten Ehle Gübs bis zum FFH-Gebiet „Elbaue zwischen Saalemündung und Magdeburg“ kurz vor der Einmündung der Alten Ehle Gübs in die Umflutehle bei Heyrothsberge, einem Ortsteil der Gemeinde Biederitz. Neben den Gewässerläufen sind die daran angrenzenden Uferbereiche mit in das FFH-Gebiet einbezogen.
Die Ehle durchfließt überwiegend intensiv ackerbaulich genutzte Gebiete sowie Siedlungsbereiche. Sie ist überwiegend ausgebaut und verfügt nur über einen schmalen Uferrandstreifen. Sie wird in ihrem Verlauf abschnittsweise von gewässerbegleitenden Gehölzen mit Erlen und Eschen, teilweise in Form von Galeriewäldern, oder feuchten Hochstaudenfluren mit Giersch, Echter Zaunwinde, Knolligem Kälberkropf, Echtem Mädesüß, Sumpfziest und Großer Brennnessel begleitet. In der Ehle ist Wasservegetation mit Schmalblättrigem Merk, Schwanenblume, Sumpfwasserstern, Einfachem Igelkolben, Kammlaichkraut, Krausem Laichkraut und Schwimmendem Laichkraut ausgebildet.
Das FFH-Gebiet ist Lebensraum von Biber und Fischotter sowie Nahrungshabitat verschiedener Fledermäuse wie Wasserfledermaus, Mückenfledermaus, Fransenfledermaus, Zwergfledermaus und Braunes Langohr. Die Ehle ist Lebensraum für Steinbeißer, Schlammpeitzger, Rapfen und Bitterling.
Das FFH-Gebiet wird mehrfach von Verkehrswegen gequert, darunter den Bundesstraßen 246a und 184 sowie der Bahnstrecke Biederitz–Trebnitz.